# Dennis (Oklahoma)
Dennis és una concentració de població designada pel cens dels Estats Units a l'estat d'Oklahoma. Segons el cens del 2000 tenia 185 habitants.

## Demografia
Segons el cens del 2000, Dennis tenia 185 habitants, 77 habitatges, i 64 famílies. La densitat de població era de 15,8 habitants per km².
Dels 77 habitatges en un 28,6% hi vivien nens de menys de 18 anys, en un 79,2% hi vivien parelles casades, en un 2,6% dones solteres, i en un 15,6% no eren unitats familiars. En el 13% dels habitatges hi vivien persones soles el 6,5% de les quals corresponia a persones de 65 anys o més que vivien soles. El nombre mitjà de persones vivint en cada habitatge era de 2,4 i el nombre mitjà de persones que vivien en cada família era de 2,63.
Per edats la població es repartia de la següent manera: un 21,6% tenia menys de 18 anys, un 3,2% entre 18 i 24, un 20,5% entre 25 i 44, un 33% de 45 a 60 i un 21,6% 65 anys o més.
L'edat mediana era de 49 anys. Per cada 100 dones de 18 o més anys hi havia 104,2 homes.
La renda mediana per habitatge era de 38.542 $ i la renda mediana per família de 38.542 $. Els homes tenien una renda mediana de 36.500 $ mentre que les dones 19.583 $. La renda per capita de la població era de 14.366 $. Cap de les famílies estaven per davall del llindar de pobresa.

## Poblacions més properes
El següent diagrama mostra les poblacions més properes.